# Vigvári Vince
Vigvári Vince (Budapest, 2003. június 23. — ) világbajnok magyar válogatott vízilabdázó, a Barceloneta játékosa.

## Sportpályafutása
A Kópé Úszó, -Vízilabda Sport Egyesületben kezdett vízilabdázni, majd az UVSE együtteséhez igazolt. 2019-ben bronzérmet nyert az U17-es válogatott tagjaként a Tblisziben rendezett Európa-bajnokságon, majd három évvel később szintén a dobogó harmadik fokára állhatott fel a podgoricai Junior-Európa-bajnokságon. 2023-ban, alig néhány héttel a junior válogatott csapatkapitányaként szerzett vb-arany után bekerült a Varga Zsolt által irányított felnőtt válogatott fukuokai világbajnokságra utazó keretébe. A világtornát a magyar nemzeti csapat nyerte, a döntőben büntetőpárbaj után felülmúlva Görögország nemzeti együttesét.

## Eredményei

### Klubcsapattal
- Magyar Kupa
  - Ezüstérmes: 2022
  - Bronzérmes: 2023
- Magyar Bajnokság (OB1)
  - Ezüstérmes: 2022, 2023
- Spanyol bajnokság
  - Aranyérmes: 2025

### Válogatottal
- U17-es válogatott
  - Európa-bajnoki bronzérmes: 2019
- Junior válogatott
  - Európa-bajnoki bronzérmes: 2022
  - Világbajnok: 2023

Felnőtt válogatott
- Világbajnokság
  - aranyérmes: 2023
  - ezüstérmes: 2025

## Magánélete
Bátyja, Vendel szintén vízilabdázó, jelenleg a Ferencváros játékosa. Édesanyja, Schmitt Gréta magyar bajnok teniszező, édesapja, Vigvári Csaba egykori vízilabdázó.